# João Paulo Bravo
João Paulo Bravo (ur. 7 stycznia 1979 w São Paulo) – brazylijski siatkarz, grający na pozycji przyjmującego. Wielokrotny reprezentant Brazylii.

## Sukcesy klubowe
Mistrzostwo Brazylii:
- 2001, 2014

Superpuchar Belgii:
- 2002, 2003

Puchar Belgii:
- 2003, 2004

Mistrzostwo Belgii:
- 2003, 2004
- 2005

Puchar Top Teams:
- 2006[3]

Liga Mistrzów:
- 2008

Mistrzostwo Włoch:
- 2009[4]

Superpuchar Włoch:
- 2009[5]

Puchar Turcji:
- 2011

Puchar Challenge:
- 2011

Mistrzostwo Turcji:
- 2013
- 2011, 2012, 2017, 2018, 2019
- 2016

## Sukcesy reprezentacyjne
Mistrzostwa Świata:
- 2010

## Nagrody indywidualne
- 2003: MVP w finale o Mistrzostwo Belgii
- 2008: Najlepszy serwujący Ligi Mistrzów